# Marinko Rokvić

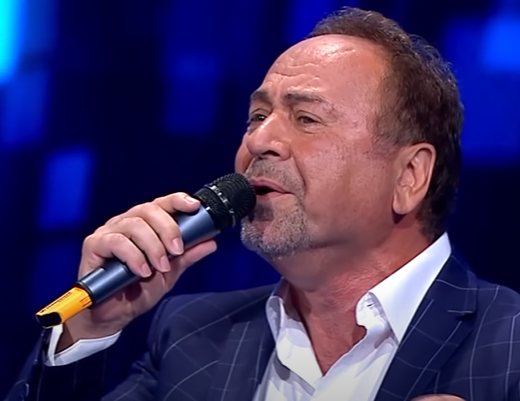
Marinko Rokvić (2018)

Marinko Rokvić (* 27. Januar 1954 in Bosanski Petrovac, Jugoslawien, heute Bosnien und Herzegowina; † 6. November 2021 in Belgrad) war ein bosnischer Sevdalinka-Sänger.

## Leben und Wirken
Rokvić wuchs in seiner Geburtsstadt im Westen Bosniens auf. Seine Familie war in der Landwirtschaft tätig. Früh zeigte er musikalisches Talent und spielte Akkordeon. Als Jugendlicher zog er dann nach Serbien, um Elektrotechnik zu studieren.
In Belgrad trat er nach dem Abitur in Cafés, Kneipen und bei Partys auf und sammelte so erste Bühnenerfahrung. Seine erste Single wurde 1974 veröffentlicht, 1981 nahm er sein erstes Album Ruza auf. Der Durchbruch gelang ihm mit dem Lied Potrazi cu oci nesto zelenije. Ab Ende der 1980er Jahre wurde er zu einem der gefragtesten Musiker im ehemaligen Jugoslawien. Seine Lieder haben auch heute noch einen hohen Popularitätsgrad.
Rokvić war seit 1985 mit seiner Frau Slavica verheiratet, die gemeinsamen Söhne Nikola und Marco Rokvić sind ebenfalls Sänger. Aus einer früheren Beziehung hatte er den Sohn Dario.
Anfang November 2021 starb Marinko Rokvić nach kurzer Krankheit an Bauchspeicheldrüsenkrebs im Kreise seiner Familie in Belgrad.

## Diskografie

### Alben
- 1981: Ruža (PGP-RTB)
- 1982: Prva Ljubav (PGP-RTB)
- 1983: Da Volim Drugu Ne Mogu (PGP-RTB)
- 1984: Kako da dođem na svadbu tvoju (PGP-RTB)
- 1985: Samo Me Potraži (PGP-RTB)
- 1986: Podeli Sa Mnom Dobro I Zlo (PGP-RTB)
- 1987: U Tebi Ljubav Buduću Vidim (ZKP RTVL)
- 1988: Ljubav stara srce para (PGP-RTB)
- 1989: Živela Ti Meni (Diskos)
- 1992: Posle tebe
- 1994: Nismo mi anđeli (Lucky Sound)
- 1995: Zbogom ženo, nevernice Lepa (Produkcija "Južni Vetar")
- 1996: Što Nisi Tudja (PGP RTS)
- 1998: Sunce i zora (PGP RTS)
- 2000: Rođena Si Da Bi Bila Moja (Grand Production)
- 2001: Pravo na ljubav (Grand Production)
- 2003: Skitnica (Grand Production)
- 2008: Gatara (Grand Production)

### Singles (Auswahl)
- 1984: Potražiću oči zelenije
- 1984: Jedina moja
- 1985: Svađalice moja mala
- 1986: I pijan i trezan za tebe sam vezan
- 2000: Ti Za Ljubav Nisi Rođena
- 2003: Skitnica
- 2008: Tri U Jednoj